# David Ben-Gurion
David Ben-Gurion, rojen kot David  Grün, izraelski politik in državnik, * 16. oktober 1886, Plonsk, Poljska (tedaj Ruski imperij), † 1. december 1973, kibuc Sde Boker, Izrael.
Kot navdušen sionist je odigral ključno vlogo pri ustanovitvi judovske države Izrael v Palestini in postal njen prvi ministrski predsednik. Državo je vodil med prvo arabsko-izraelsko vojno, ki je sledila takoj za tem, in po zmagi Izraela sodeloval pri vzpostavljanju državnih inštitucij ter nadzoroval množično priseljevanje Judov z vsega sveta. Po upokojitvi leta 1970 se je umaknil iz političnega življenja v kibuc Sde Boker in tam živel do svoje smrti.